# Crosita bogutensis
Crosita bogutensis é uma espécie de artrópode pertencente à família Chrysomelidae.